# كاثرين سيب
كاثرين سيب (بالإنجليزية: Catherine Seipp)‏‏ (17 نوفمبر 1957 في وينيبيغ - 21 مارس 2007 في لوس أنجلس) صحفية من كندا.